# 비앙카 콤파라투
비앙카 콤파라투(Bianca Comparato, 1985년 11월 19일 ~ )는 브라질의 배우이다.